# Олбани
Вижте пояснителната страница за други значения на Олбани.
Олбани (на английски: Albany) е столицата на щата Ню Йорк, Съединени американски щати, административен център на окръг Олбани. Градът е разположен на западния бряг на река Хъдсън, на около 135 мили (220 км) северно от град Ню Йорк.
Олбани е известен с богатата си история, търговия, култура, архитектура, и институции за висше образование. Олбани е икономическият и културен център на Капитол Дистрикт в щата Ню Йорк, който включва Олбани-Скънектади-Трой, Ню Йорк Метрополитна Статистическа Област, включваща близките градове и предградия на Трой, Скънектади, и Саратога Спрингс. По данни от 2013, населението на Капитол Дистрикт е 1.1 милиона, правещо го третия по население метрополитен регион в щата.
Територията, която впоследствие става Олбани бива заселена от холандски заселеници, които през 1614 построяват Форт Насау за търговия с кожи. През 1624 построяват Форт Ориндж. През 1664, британците поемат контрол над холандските територии и преименуват градът на Олбани, в чест на Херцог Олбани, бъдещият крал Джеймс II. Олбани става столица на Ню Йорк през 1797. Градът е едно от най-старите запазени населени места от оригиналните британски тринадесет колонии.
В края на 18 век и по-голямата част от 19 век, Олбани е търговски и транспортен център. Градът е разположен към горния край на плавателната река Хъдсън, бил е първоначалната източна крайна точка на канала Ери стигащ до Големите Езера, и е имал една от първите железопътни системи в света. През 1920те, в Олбани се заражда мощна политическа машина контролирана от Демократическа Партия. В края на 20 век населението на града намалява, дължащо се на процеса на субурбанизация. В началото на 21 век в града има ръст в сферата на високите технологии и особено нанотехнология.

## География
Разположен е на река Хъдсън. В очертанията му се намира остров Касъл.
Населението на града е около 96 000 души (2000).

## История
Основан е от нидерландски търговци на кожи като Форт Орандж в колонията Нова Нидерландия през 1614 г. В миналото е известен със своето безмитно пристанище, привличало търговци и превозвачи.
В града е основана пощенската и после финансова компания „Американ Експрес“ (централата ѝ днес е в гр. Ню Йорк).

## Култура

### Нощен живот и забавление
Географското разположение на Олбани – на приблизително еднакво разстояние от град Ню Йорк на юг, и Монреал на север, както и на около 4.5 часа на изток от Бъфало, и на 2.5 часа на запад от Бостън – правят града удобна в спирка за артисти и представления обикалящи страната на национални турнета.

### Фестивали
Alive at 5 е безплатна, седмична серия концерти състояща се всеки четвъртък в центъра на Олбани. През 2010, 10-те концерта от тази серия са посетени от около 100,000 души.
Фестивалът на Лалетата се състои в парк Вашингтон и празнува холандското наследство на Олбани. Това традиционно за града събитие, отбелязва началото на пролетта когато, в началото на май, хиляди лалета цъфтят в парка. През 2010 фестивалът е посетен от около 80,000 души.
Друг голям фестивал в Олбани е the Capital Pride Parade and Festival, голямо гей прайд събитие, състоящо се всеки юни, посещавано от около 30,000 души от Upstate New York.

### Музеи и историчски сгради
Поради историческото и политическо значение на Олбани, градът има многобройни музеи, исторически сгради и исторически квартали. В Олбани се намира Щатският Музей на Ню Йорк, Щатската Библиотека на Ню Йорк, и Архивите на щат Ню Йорк; и трите се намират в Културно-образователния Център и са безплатни за посещение.
Институтът на Олбани за История и Изкуство е „посветен на събирането, запазването, интерпретирането и промотирането на интерес към историята, изкуството, и културата на Олбани и регионът на Горната Долина на Река Хъдсън.“ Сред постоянните изложби се отличава колекцията с произведения на художественото движение Хъдсън Ривър и изложба на Древен Египет.
В Олбани има 57 обекта, включени в Националния Регистер на Историческите Места и 5 Национални Исторически Забележителности. Имението Тен Броек, от 1797 г., е историческа къща-музей и централата на Регионалата Историческа Асоциация на Олбани. Имението е построено за Ейбрахам Тен Броек, кмет на Олбани през 1779 – 1783 и 1796 – 1798.

## Икономика
Икономиката на Олбани, подобно на тази на Капитол Дистрикт, е силно зависима от секторите на правителтвото, здравеопазването, образованието, и от скоро, от технологичния сектор. Поради традиционната стабилност на тези икономически сектори, местната икономика е относително предпазена от националните икономически рецесии. Повече от 25 % от населението работи в държавния сектор. Приблизитлното население на Олбани през деня е 162, 000. В сравениние с останалата част на страната Олбани има четвъртият най-голям брой адвокати спрямо работоспособното си население (7.5 адвокати на 1000 работни места), изоставайки от Вашингтон, окръг Колумбия, Трентън, Ню Джърси, и град Ню Йорк, респективно.

## Политика
От 1920-те Демократическата Партия е доминираща в Олбани.
През ноември 2013, Кейти Шийхан става първата жена избрана на поста кмет на Олбани.

## Транспорт

### Железопътен Транспорт
Амтрак свързва Олбани на юг с Ню Йорк, на север с Монреал, и Рутланд (Върмонт), на запад с Ниагарския Водопад, Торонто и Чикаго, и на изток с Бостън.

## Личности
Родени в Олбани
- Марион Зимър Брадли (1930 – 1999), писателка
- Уилям Кенеди (р. 1928), писател
- Никол Стот (р. 1962), космонавтка
- Лърнид Хенд (1872 – 1961), юрист
- Джоузеф Хенри (1797 – 1878), физик

## Побратимени градове
Олбани има 5 побратимени града:
- Насау, Бахами
- Неймеген, Нидерландия
- Квебек, Канада
- Тула, Русия
- Верона, Италия